# (6503) 1994 CP
(6503) 1994 CP est un astéroïde de la ceinture principale découvert en 1994.

## Description
(6503) 1994 CP a été découvert le 4 février 1994 à Kushiro (Japon) par S. Ueda et H. Kaneda.

### Caractéristiques orbitales
L'orbite de cet astéroïde est caractérisée par un demi-grand axe de 2,85 UA, un périhélie de 2,74 UA, une excentricité de 0,04 et une inclinaison de 2,93° par rapport à l'écliptique. Du fait de ces caractéristiques, à savoir un demi-grand axe compris entre 2 et 3,2 UA et un périhélie supérieur à 1,666 UA, il est classé, selon la JPL Small-Body Database, comme objet de la ceinture principale.

### Caractéristiques physiques
(6503) 1994 CP a une magnitude absolue (H) de 13,1 et un albédo estimé à 0,236.